# Mycteroplus puniceago
Mycteroplus puniceago är en fjärilsart som beskrevs av Jean Baptiste Boisduval 1840. Mycteroplus puniceago ingår i släktet Mycteroplus och familjen nattflyn. Inga underarter finns listade i Catalogue of Life.